# Agnes Börjesson

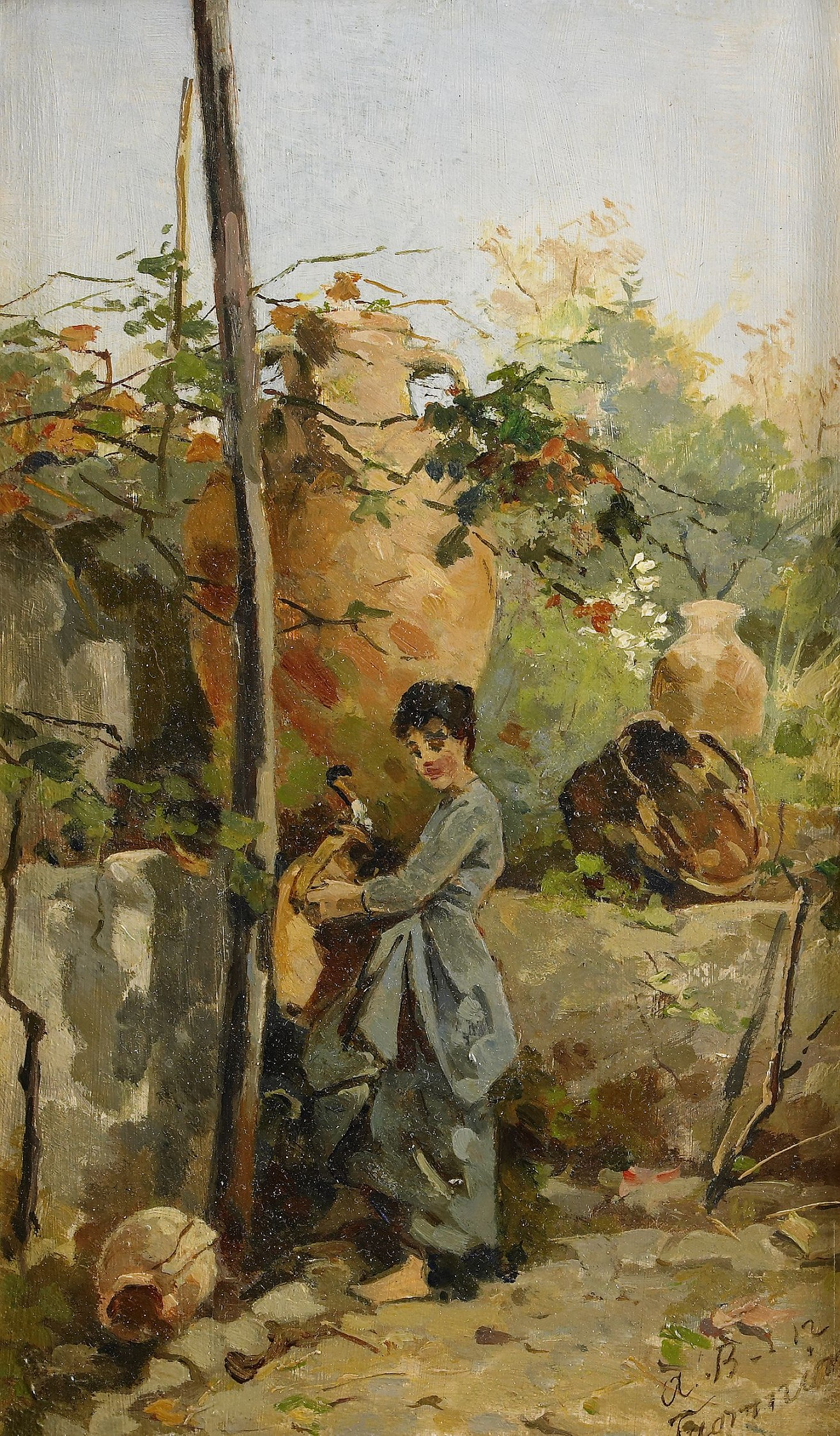
Italiensk kvinna vid brunnen, motiv från Taormina, Sicilien

Agneta (Agnes) Fredrika Börjesson, född 1 maj 1827 i Uppsala, död 26 januari 1900 i Alassio i Italien, var en svensk målare.
Börjesson var dotter till Johan Börjesson och Fredrika Gustava Fock samt dotterdotter till Berndt Wilhelm Fock. 
Hon blev 1849 en av fyra kvinnliga elever som fick dispens att studera på svenska Konstakademien, som i normala fall var stängd för kvinnliga elever; de övriga var Amalia Lindegren, Jeanette Möller och Lea Ahlborn. Hon fortsatte sina studier under Constantin Hansen i Köpenhamn 1852–1853, i Stockholm under Johan Christoffer Boklund 1853–1856 och sedan i Paris och i Düsseldorf, där hon trivdes bäst och ofta vistades. 
År 1865 var hon elev hos Benjamin Vautier och utvecklade då ett historiskt genremåleri, ofta med motiv från de två föregående seklerna. 
Som många svenska konstnärer under 1800-talet bodde hon utomlands, i hennes fall i Italien, och företog resor till en rad olika länder. Hon höll dock kontakt med Sverige, där hon deltog i Konstakademiens utställningar i Stockholm på 1850–1880-talen samt på Stockholmsutställningen 1897.
Hennes konst består av genremåleri, porträtt, interiörer och gatubilder hämtade från bland annat Dalarna, Tyskland, Italien, Spanien och Marocko.
Hon invaldes som ledamot av Konstakademien 1872.     
Börjesson är representerad vid Göteborgs konstmuseum, Nationalmuseum  och Malmö museum.